# Hellerup
 For alternative betydninger, se Hellerup (flertydig). (Se også artikler, som begynder med Hellerup)
Hellerup er en bydel i Storkøbenhavn, beliggende i Gentofte Kommune. Kommunen har 75.033 indbyggere  (2024). Hellerup afgrænses mod øst af Øresund og mod syd af Københavns Kommune og Østerbro, hvis nordlige del også har postnummer 2900 Hellerup. Bydelen afgrænses i nord omkring Maglemosevej, mod syd af Callisensvej, Emdrup Sø og Ryparken og mod vest af banelegemet ved Ellemosevej. Hellerup regnes blandt landets mest velhavende områder.[kilde mangler]

## Historie
Øresundskysten kendetegnes ved et landskab, der fra en næsten udlignet kyst hæver sig indad i landet, gennemskåret af enkelte vandløb. Et af disse afvander Utterslev Mose og har tilløb fra syd af Rosbæk. Dette vandløb danner det omtrentlige skel mellem Ydre Østerbro, som hører under København, og Hellerup, som hører under Gentofte Kommune.
Dette landskab blev i ældre tid gennemskåret af to veje. Langs kysten gik Strandvejen. Inde i landet gik Kongevejen forbi Kongens Lyngby til Frederiksborg Slot og Hillerød. Kongevejen havde dertil en afgrening ved Emdrup Sø, hvor den gik stik nord til Jægersborg Dyrehave forbi Bernstorff Slot og Jægersborg Slot, som blev forbundet med en sidevej, der fortsatte ud mod kysten til Charlottenlund Slot. Denne trafikale struktur har siden sat sit præg på udviklingen.
I landskabet lå tre landsbyer og et fiskerleje: vest for Kongevejen lå Vangede, øst for Gentofte Sø lå Gentofte i området mellem de to kongelige veje, øst for Dyrehavevejen, men nordvest for Charlottenlund, lå Ordrup, og endelig lå Skovshoved fiskerleje ude ved Øresundskysten. Områdets øvrige, ret sparsomme bebyggelse bestod af slotte og landsteder. Ved Strandvejen syd for Charlottenlund lå (regnet fra syd): Jokumsdal, Vilhelmsdal, Gamle Vartov, Store Tuborg, Lille Tuborg, Hellerup, Øregaard, Slukefter Kro, Taffelbay, Blidah, Magdegård, Bonesperance og Constatio. De fleste af disse lå øst for Strandvejen, enkelte vest for.
Justitsråd Johan David Heller lagde navn til området, efter at han i 1748 købte lystgården Lokkerup og gav den navnet Hellerupgård. Hovedbygningen opført i 1780 efter tegning af C.F. Harsdorff var ejet af etatsråd Erich Erichsen (død 1837). Kapitulationen 1807 skal være undertegnet her af general Ernst Peymann.
Tuborg var oprindelig et udskænkningssted med navnet Thuesborg opført af Jonas Thue i 1690'erne. Thue var brygmester, men havde personligt ingen forbindelse med det senere Tuborg bryggeri. Thuesborg blev senere ombygget og fik tilføjet en ny, og større villa med navnet Store Tuborg.
Ved Rosbæk (eller Rasbæk) lå i 1500-tallet Rosbæk Mølle, der senere blev kongelig lystgård, hvor der 1585 indrettedes et gæstgiveri, som i 1590 fik navnet Vartov (Warthoe, Vaartho). I 1607 flyttede Helligåndshuset i København adresse hertil. Gavebrevet er dateret 30. november 1607. Da Helligåndshuset flyttede tilbage til hovedstaden, tog det navnet med sig, mens gården i Gentofte Sogn for eftertiden kaldtes Gamle Vartov. Den var senere ejet af eskadrechef Carl Frederik le Sage de Fontenay, der solgte den til Staten, som oprettede et krudttørringsmagasin der. Et nyt Vartov blev opført på Østerbro ved det nuværende Trianglen.
Nordbanen åbnede i 1863, og i 1864 fulgte Klampenborgbanen med Hellerup Station. Det var dog i første omgang ikke jernbanen, men sporvognen, der fremmede byudviklingen. I 1868 forlængede Kjøbenhavns Sporvei-Selskab sin hovedlinje fra Trianglen til udskænkningsstedet "Slukefter" på Strandvejen i nærheden af Callisensvej i Hellerup. De følgende år blev linjen yderligere forlænget, så man den 23. marts 1884 kunne åbne for sporvognstrafik ad Strandvejen til Charlottenlund.
Sporvognsudbygningen var også medvirkende til, at elforsyningsselskabet NESA (Nordsjællands Elektricitets- og Sporvejs Aktieselskab) blev oprettet til blandt andet at levere strøm til sporvognene.

### Tidlig byudvikling
Frem til omkring 1860 var København en vel afgrænset fæstningsby, idet der kun vest for Søerne var opstået en mindre sammenhængende forstadsbebyggelse, hvor demarkationslinjen var blevet ændret i 1852. I begyndelsen af 1870'erne bredte forstadsbebyggelsen sig, og også Østerbro blev nu inddraget med spredte afstikkere mod nord til de nyligt anlagte fabrikker ved Tuborg. I tiden fra 1880 til 1900 søgte velhavende københavnere til Hellerup, hvor et omfattende villabyggeri nu begyndte.
I 1887 blev Hellerupgård sammen med flere andre købt af proprietær C.L. Ibsen, som udstykkede de 38 hektar landbrugsjord. Ibsen var en driftig herre og regnes som Hellerups grundlægger. Af de oprindelige lystgårde eksisterer i dag kun Øregaard beliggende i Øregårdsparken. Øregaard fungerer som museum. Adskillige navne på tidligere lystgårde lever videre som gadenavne. Eksempelvis Maglegårdsvej. Hellerupgård lå, hvor Gammel Hellerup Gymnasium ligger i dag.
Den hastige udvikling frem til år 1900 skildres i samtiden således: "I den sydøstlige Udkant af Sognet paa den tidligere Hellerupgaards, Tuborgs og Gamle-Vartovs Jorder samt nogle Arealer af Gjentofte Jorder er der siden Klampenborgbanens Anlæggelse opstaaet Byen Hellerup, af hvilken en Del dog ligger paa Staden Kjøbenhavns Grund. I Hellerup ligger bl.a. en Skole, flere Privatskoler, et kirkeligt Forsamlingshus „Emaus“ (en Komite er dannet 1895 for Opførelsen af en Kirke i Hellerup), Børnehjemmene „Talitha Kumi“, opr. 1878, og „Christianshvile“ (det sidste stiftet af Foreningen af 23. Apr. 1882), et Gasværk („Strandvejs Gasværk“), anl. 1892 (der forsyner Gjentofte-Ordrup Kommune og en Del af Lyngby Sogn), Station paa Klampenborg- og Nordbanen (til Dels beliggende paa Kbh’s Grund) med Postekspedition og Telegrafstation, mange Villaer, Sporvognsforbindelse med Hovedstaden og flere Fabrikker, deribl. 1 Læste- og Træsko fabrik, Hellerup Glasværk ved Tuborg (tilhørende Aktieselskabet „Kastrup Glasværk“), der beskæftiger noget over 100 Arbejdere (i Hellerup Glasværks Spareforening til Alderdomsforsørgelse, opr. 20/2 83, var Sparernes Tilgodehavende 31/3 94: 8603 Kr., Rentefoden 3 pCt., Reservefonden 363 Kr., Antal af Konti 24), og Tuborg Fabrikker (stiftet 1873 som Aktieselskab, fra 1894 optaget i Aktieselskabet „De forenede Bryggerier“) med Mineralvandsfabrik, der aarligt producerer flere Millioner Flasker Mineralvande samt flydende Kulsyre, og Ølbryggeri, der aarligt producerer omtr. 70,000 Tdr. Øl, og hvis 10 Lagerkældere kunne rumme omtr. 30,000 Tdr.; Fabrikken beskæftiger omtr. 20 Funktionærer og 330 Arbejdere og har særlige Arbejderboliger (de sidste paa Kbh’s Grund). Fabrikkerne ligge ved Tuborg Havn, anl. if. Lov af 4/5 1875 (Kjøbenhavns Petroleumshavn), der søges aarligt af omtr. 700 Skibe og kan optage Fartøjer af indtil 20 F.s Dybtgaaende."
I 1901 havde Hellerup og Gentofte tilsammen 7.834 indbyggere. De fleste boede i Hellerup. I 1906 var Hellerups indbyggertal steget til 8.729, mens 4.342 havde adresse i Gentofte. I 1911 boede der 10.667 mennesker i Hellerup og 5.230 i Gentofte. Allerede på dette tidspunkt var skellene mellem de forskellige byområder ved at forsvinde, og fra 1916 regnedes hele Gentofte Kommune som forstad til København.
I 1934 blev Klampenborgbanen omdannet til en S-bane.

## I dag
Hellerup er for længst vokset sammen med de omkringliggende byområder og indgår nu i Gentofte Kommune. Strandvejen er stadig et af områdets tyngdepunkter som gennemfartsvej og handelsstrøg.

## Administrative forhold
Hellerup Sogn blev udskilt fra Gentofte Sogn i 1901. Maglegårds Sogn blev udskilt fra Hellerup Sogn i 1918. Senere blev udskilt Helleruplund Sogn.
Indbyggertallene i Hellerup Sogn var: 10.393 indbyggere i 1921, 11.134 i 1925, 11.769 i 1930, 13.088 i 1935, 13.481 i 1940, 9.431 i 1950 (+ 8.306 i Helleruplund), 9.140 i 1955 (+ 7.983 i Helleruplund), 8.842 i 1960 (+ 7.732 i Helleruplund).

## Befolkning
Indbyggertal ifølge folketællingerne:
| År   | Indbyggere |
| ---- | ---------- |
| 1950 | 9.431      |
| 1955 | 9.140      |
| 1960 | 8.842      |
| 1965 | 8.334      |
| 1970 | 7.480      |
| 1976 | 6.666      |
| 1981 | 6.224      |

## Veje
Bernstorffsvej, anlagt i 1770, var op til midten af 1800-tallet kun forbundet med Strandvejen med de nuværende Jægersborg Allé, Hellerupvej og Tranegårdsvej. Vejbyggeriet tog fart i takt med byudviklingen. I årtiet 1900-10 anlagde man således Kildegårdsvej/Ellegårdsvej samt Tuborgvej. Desuden overtog kommunen en mængde veje, som enten var private eller tilhørte forstvæsenet, eksempelvis Jægersborg Allé, som i 1913 fik bommene fjernet, så alle kunne benytte den.

## Industri
Industrihistorien i Hellerup domineres af Tuborgs Bryggerier oprettet i 1873. Hellerup har aldrig haft ret megen industri, og den har især været koncentreret omkring Tuborgs-området, eksempelvis Strandvejsgasværket.

### Bygninger og institutioner i Hellerup
- Hellerup Kirke, opført år 1900 ved Thorvald Jørgensen.
- Palladiums filmstudier, opført i 1912. Huser nu sejlklub, fægteklub og restaurant.
- Hellerup Seminarium 1953-1988.
- Helleruplund Kirke, opført i 1956.
- Hovedbiblioteket, tegnet af Henning Larsen og opført i 1985.
- Experimentarium, åbnet 1991 i Tuborgs gamle tappehaller fra 1880’erne. Experimentarium åbnede i en nybygget, moderniseret udgave i 2017.
- Gammel Hellerup Gymnasium – med ny multihal tegnet af Bjarke Ingels Group.
- Øregaard Gymnasium.
- Ellehammers laboratorium – anvendes nu til andre formål.
- Sankt Lukas Stiftelsen.
- Copenhagen International School.
- Hellerup Kirkegård.
- Mindelunden i Ryvangen.
- Hellerup Skole.
- Bernadotteskolen.
- Blidah Park – berømt funktionalistisk boligbebyggelse.
- Øregaard Museum. Landsted tegnet af Joseph-Jacques Ramée, nu museum.
- Tale- og Høreinstituttet.
- Tranegårdskolen.

### Forsvundne steder og bygninger
- Hellerupgård – landsted tegnet af den franske arkitekt Joseph-Jacques Ramée.
- Constantia – landsted.
- Taffelbay – landsted.
- Blidah – landsted.
- Store Mariendal – landsted, bolig for Prins Axel.
- Strandvejsgasværket.

## Galleri
- Helleruplund Kirke på Bernstorffvej.
- Tuborg Havn med moderne boligområde.
- Hellerup Kirke.
- Rotunden med Menu-supermarked, postkontor og café.